# British Hard Court Championships 1974
Il British Hard Court Championships 1974 è stato un torneo di tennis giocato sulla terra rossa. È stata la 7ª edizione del torneo, che faceva parte dei Commercial Union Assurance Grand Prix 1974 e del Tornei di tennis femminili indipendenti nel 1974. Si è giocato a Bournemouth in Gran Bretagna dal 20 al 26 maggio 1974.

## Campioni

### Singolare maschile
Ilie Năstase ha battuto in finale  Paolo Bertolucci con il punteggio di 6–1, 6–3, 6–0

### Doppio maschile
Juan Gisbert /  Ilie Năstase hanno battuto in finale  Corrado Barazzutti /  Paolo Bertolucci con il punteggio di 6–4, 6–2, 6–0

### Singolare femminile
Virginia Wade ha battuto in finale  Julie Heldman con il punteggio di 6–1, 3–6, 6–1

### Doppio femminile
Julie Heldman /  Virginia Wade hanno battuto in finale  Patti Hogan /  Sharon Walsh con il punteggio di 6–2, 6–2